# Jubula kwangsiensis
Jubula kwangsiensis là một loài Rêu trong họ Jubulaceae. Loài này được C. Gao & G.C. Zhang mô tả khoa học đầu tiên năm 1984.